# 香春口三萩野駅
香春口三萩野駅（かわらぐちみはぎのえき）は、福岡県北九州市小倉北区香春口一丁目にある、北九州高速鉄道（北九州モノレール）小倉線の駅。駅番号は「04」。
付近の三萩野バス停とともに、乗換地点としても機能している。

## 歴史
- 1985年（昭和60年）1月9日：開業[1]。
- 2015年（平成27年）10月1日：ICカード「mono SUGOCA」の利用が可能となる[2]。
- 2021年（令和3年）3月13日：切符売り場に西鉄バス北九州の継続定期券販売機を設置。また、コンコースに三萩野バス停の発車案内を表示する液晶モニターを設置[3]。

## 駅構造
相対式ホーム2面2線のを持つ高架駅である。

### のりば
| 番線 | 路線    | 行先       |
| ---- | ------- | ---------- |
| 1    | ■小倉線 | 企救丘方面 |
| 2    | ■小倉線 | 小倉方面   |

## 利用状況
2019年度の1日平均乗降人員は5,420人である。各年度の1日平均乗車人員は下表のとおり。
| 乗車人員推移 | 乗車人員推移 |
| 年度         | 1日平均人数  |
| ------------ | ------------ |
| 2000年       | 2,326        |
| 2001年       | 2,127        |
| 2002年       | 2,092        |
| 2003年       | 2,107        |
| 2004年       | 2,022        |
| 2005年       | 2,033        |
| 2006年       | 1,962        |
| 2007年       | 2,083        |
| 2008年       | 2,150        |
| 2009年       | 2,112        |
| 2010年       | 2,118        |
| 2011年       | 2,172        |
| 2012年       | 2,208        |
| 2013年       | 2,230        |
| 2014年       | 2,222        |
| 2015年       | 2,317        |
| 2016年       | 2,524        |
| 2017年       | 2,598        |
| 2018年       | 2,706        |
| 2019年       | 2,758        |

## 駅周辺

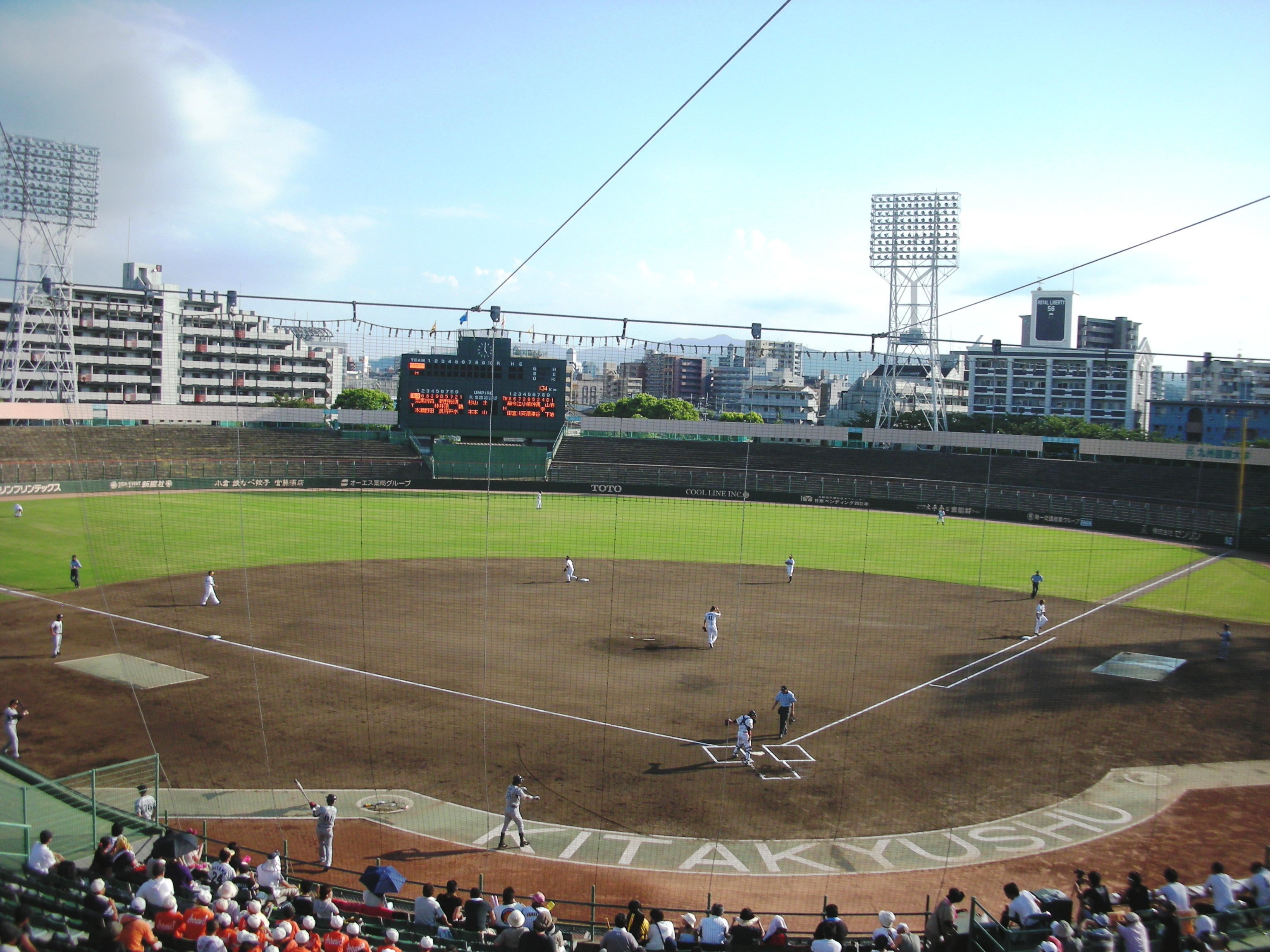
北九州市民球場

- 北九州市消防局小倉北消防署
- 北九州メディアドーム（小倉競輪場）
- 北九州市民球場
- 三萩野庭球場
- 小倉北体育館
- 黄金市場
- 北九州市障害者スポーツセンター
- ハローワーク小倉
- TOTO本社
  - TOTOミュージアム
- 北九州中央郵便局・ゆうちょ銀行北九州店
- 福岡銀行三萩野支店
- 西日本シティ銀行三萩野支店
- もみじ銀行小倉支店
- 福岡ひびき信用金庫三萩野支店
- 北九州中央病院
- グルメシティ三萩野店
- 三萩野バッティングセンター
- 北九州市立足立中学校
- 北九州市立白銀中学校
- 北九州市立中島小学校

## 隣の駅
北九州高速鉄道
■小倉線
旦過駅(03) - 香春口三萩野駅(04) - 片野駅(05)